# Mauro Riquicho
Mauro Alves Riquicho (Cascais, 7 april 1995) is een Portugees voetballer van Mozambikaanse afkomst die bij voorkeur als rechtsback speelt. Hij stroomde in 2013 door vanuit de jeugd van Sporting CP.

## Clubcarrière
Riquicho komt uit de jeugdopleiding van Sporting CP. Op 27 april 2013 debuteerde hij voor het tweede elftal, dat uitkomt in de Segunda Liga, in de competitiewedstrijd tegen CD Aves. Hij speelde de volledige wedstrijd, die met een 1-1 eindscore op een gelijkspel eindigde.
1 Israel ·
2 Reis ·
3 St. Juste ·
5 Morita ·
6 Debast ·
8 Gonçalves ·
9 Gyökeres ·
10 Edwards ·
11 Santos ·
13 Kovačević ·
17 Trincão ·
19 Harder ·
20 Araújo ·
21 Catamo ·
22 Fresneda ·
23 Bragança ·
25 Inácio ·
26 Diomande ·
41 Callai ·
42 Hjulmand  ·
47 Esgaio ·
57 Quenda ·
72 Quaresma ·
Coach: Amorim